# Chitry-les-Mines
 Chitry-les-Mines  es una población y comuna francesa, situada en la región de Borgoña, departamento de Nièvre, en el distrito de Clamecy y cantón de Corbigny.

## Demografía
| 236 | 209 | 183 | 187 | 248 | 248 |
| Para los censos de 1962 a 1999 la población legal corresponde a la población sin duplicidades (Fuente: INSEE [Consultar]) |     |     |     |     |     |

## Personajes relacionados
- Jules Renard, escritor.